# 宝塚市立たからづか支援学校
宝塚市立たからづか支援学校（たからづかしりつ たからづかしえんがっこう）は、兵庫県宝塚市安倉中六丁目にある公立特別支援学校。肢体不自由者を教育対象とする。
同一敷地内に宝塚市立安倉小学校、宝塚市立安倉幼稚園を含む3校園が隣り合って設置されている。

## 学部
- 小学部
- 中学部
- 高等部

## 沿革
- 1973年（昭和48年）4月1日 - 宝塚市立養護学校開校。
- 1974年（昭和49年）4月1日 - 中学部設置。
- 1975年（昭和50年）5月28日 - 校章制定。
- 1979年（昭和54年）6月1日 - 校歌制定。
- 1980年（昭和55年）4月1日 - 中学部卒業後の事後指導を目的に専修部を設置。
- 1981年（昭和56年）4月1日 - 高等部を設置し、同時に専修部廃止。
- 1986年（昭和61年）4月1日 - プール新設。
- 2025年（令和7年）4月1日 - 校名を宝塚市立たからづか支援学校に変更[1]。